# Triumph and Agony
Triumph and Agony è il quarto e ultimo album in studio del gruppo heavy metal tedesco Warlock, pubblicato nel 1987.

## Tracce
1. All We Are – 3:20
2. Three Minute Warning – 2:30
3. I Rule the Ruins – 4:03
4. Kiss of Death – 4:08
5. Make Time for Love – 4:45
6. East Meets West – 3:34
7. Touch of Evil – 4:19
8. Metal Tango – 4:24
9. Cold, Cold World – 4:01
10. Für Immer – 4:50

## Formazione
- Doro Pesch - voce
- Niko Arvanitis - chitarra
- Tommy Bolan - chitarra
- Tommy Henriksen - basso
- Michael Eurich - batteria